# Guerra ibérica
La guerra ibérica se libró entre los años 526 y 532 entre el Imperio romano de Oriente y el Imperio sasánida en el este del reino georgiano de Iberia.